# Chiyayoc
Chiyayoc ist ein kleines Dorf im Nordwesten Argentiniens. Es gehört zum Departamento Iruya in der Provinz Salta. Der Ort liegt auf 3100 m Höhe, 4 km östlich von San Juan und 9 km nördlich von Iruya.
Chiyayoc gehört zur Finca el Potrero und hat eine Schule (escuela N° 4345) mit etwa 30 Schülern. Das Dorf lebt von Landwirtschaft und Tourismus. Es ist von Iruya aus zu Fuß in etwa sechs Stunden zu erreichen.
Der Name Chiyayoc kommt aus dem Quechua und bedeutet „Chiyagua-Gegend“. Er bezieht sich auf eine Pflanze namens Chiyagua, die in der Gegend wächst.